# Dysplazie kyčelního kloubu
Dysplazie kyčelního kloubu je dědičná porucha, která ve svých závažnějších formách může způsobit zmrzačení, ochrnutí nebo bolestivou artritidu kloubu. Je způsobena kombinací genetických a vnějších faktorů. Vyskytuje se u mnoha druhů zvířat (poměrně vzácně i u lidí), ale nejvíce jí trpí psi, zejména velká plemena.

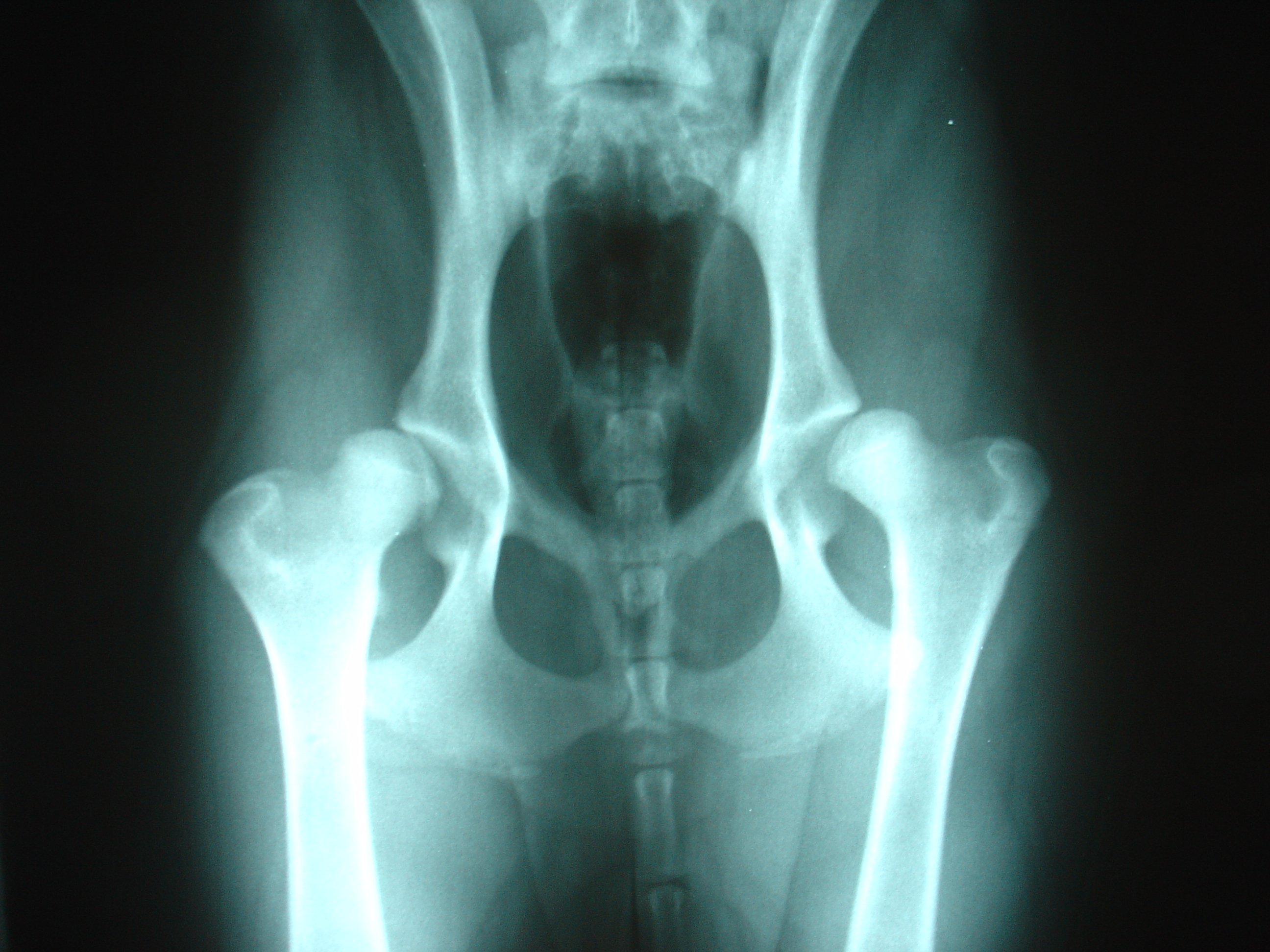
Oboustranná dysplazie kyčelního kloubu u psa

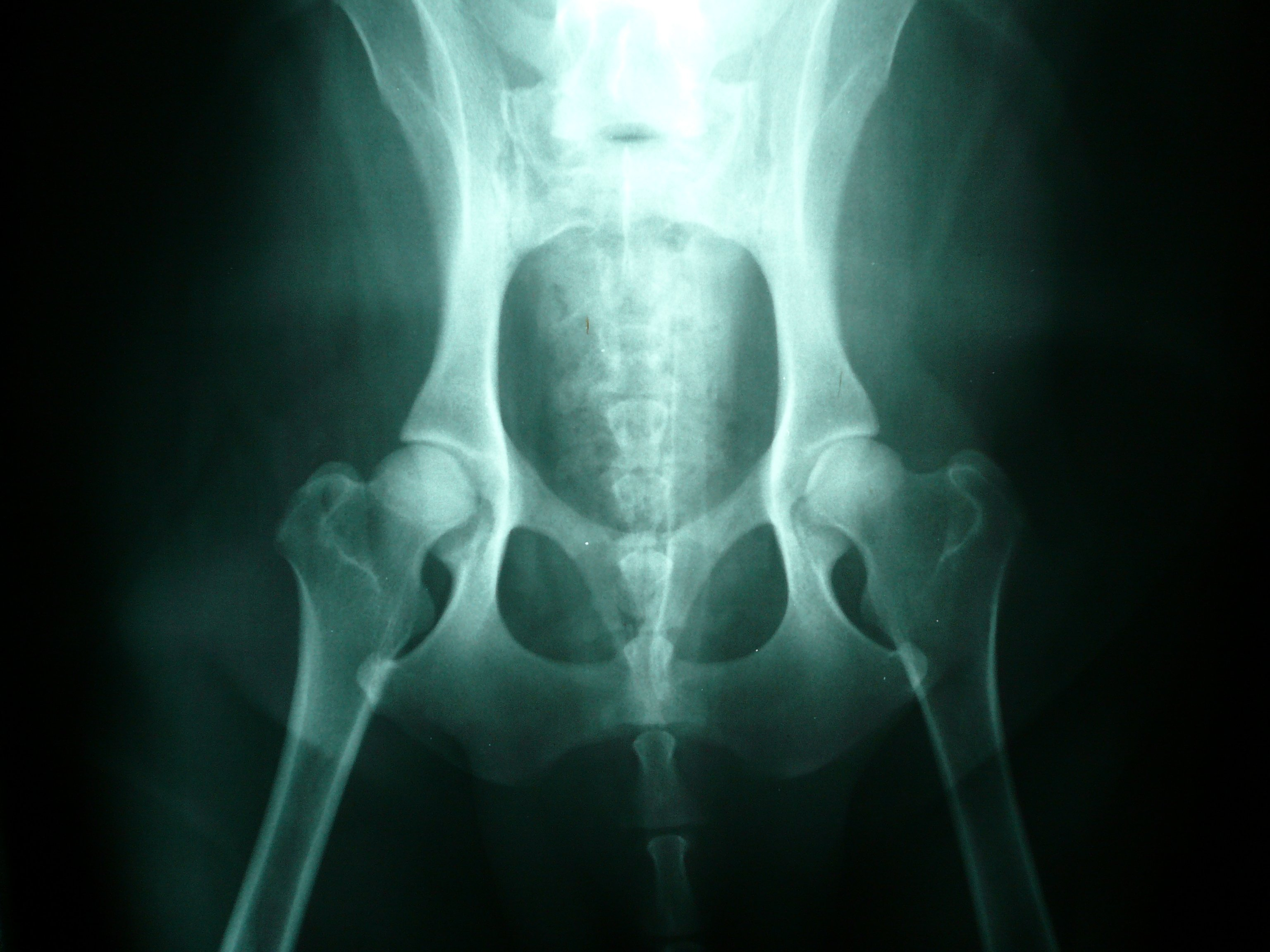
Zdravé kyčle

Dysplazie kyčelního kloubu je jednou z nejvíce zkoumaných chorob psů a nejběžnější jednoznačná příčina kyčelní artritidy. U lidí se vyskytuje v četnosti zhruba 0,1 % (jeden z tisíce).

## Souhrn

### Normální stavba kyčelního kloubu
Ve zdravé kyčli je stehenní kost (femur) napojena na pánev v kyčelním kloubu. Téměř kulovitá hlavice stehenní kosti (caput ossis femoris) zapadá do kloubní jamky (tzv. acetabulum). Kostěný povrch hlavice a jamky je krytý chrupavkou. Kosti poskytují sílu nutnou k nesení váhy těla, zatímco chrupavka umožňuje široký rozsah pohybu. Normální funkce kyčlí může být ovlivněna dědičnými a vrozenými vadami, úrazy a získanými chorobami jako např. osteoartrózou a revmatoidní artritidou.

### Dysplastická kyčel
Na kloubu trpícím dysplazií bývají abnormální dvě věci: zaprvé, hlavice stehenní kosti není pevně a hluboko usazená v acetabulu (drží jen volně nebo je usazená pouze zčásti); zadruhé, hlavice a jamka nejsou hladké a oblé, ale deformované, a způsobují tak opotřebení kloubu a abnormální tření při pohybu.
Na tento stav tělo reaguje několika způsoby. Kloub sám se neustále opravuje vrstvami nové chrupavky. Nicméně tento proces je poměrně pomalý (chrupavka není prokrvená, a proto neregeneruje stejně rychle jako tkáně, kterými protéká hodně krve).
Kyčel tedy trpí nadměrným opotřebením nebo nedrží váhu těla odpovídajícím způsobem. Kloub se zanítí a vznikne cyklus ničení chrupavky, zánětů a bolestí. Je to samoudržovací proces, při kterém dochází k dalšímu poškozování kloubu a tím se snižuje jeho schopnost odolávat opotřebení. K poškozování přispívá i zánět a v kostech kloubu se navíc může vyvinout osteoartróza, viditelná na rentgenovém snímku jako malé úlomky kosti, které kloub také dále ničí.
Prvotní deformace kloubu se časem může zhoršovat nebo zůstávat neměnná. Pes může trpět bolestí i přes dobré výsledky rentgenů, a stejně tak nemít žádné viditelné problémy ani při velmi vážném poškození, patrném ze snímků. Stav kyčle je pouze jedním z faktorů určujících míru, do jaké dysplazie ztěžuje život a způsobuje bolest. Při mírné až středně těžké dysplazii jsou to často druhotné účinky nadměrného opotřebení kloubu nebo artritidy spíše než dysplazie samotná, které přímo způsobují zjevné problémy.

### Příčiny a následky
U psů bývá obvykle příčinou hlavice stehenní kosti, která nezapadá do jamky v pánvi, případně špatně vyvinuté svalstvo v pánevní oblasti. Velká a obří plemena jsou k dysplazii náchylná všeobecně, trpí jí ovšem i kokršpanělé a shetlandští ovčáci. Vyskytuje se také u koček, zejména siamských a mainských mývalích.
Zvířata si obvykle od bolesti pomáhají tím, že omezí pohyb postiženého kloubu. Může se to projevovat „zaječím poskakováním“ (obě zadní nohy se pohybují společně), méně dynamickým pohybem (při běhání, skákání…) nebo strnulostí. Protože se kloub nemůže plně hýbat, tělo se přizpůsobuje využíváním páteře, což často způsobuje problémy s páteří, koleny a měkkými tkáněmi.
U psů se dysplazie téměř vždy objevuje před dosažením 18 měsíců. Defekt může být jak velmi mírný, tak prakticky zmrzačující, a někdy vyvolává vážnou osteoartritidu.
Dysplazie kyčelního kloubu se nejčastěji objevuje u středně velkých a velkých čistokrevných psů, jako např. retrívrů, rotvajlerů, mastifů a bernských salašnických psů, ale vyskytuje se i mezi menšími plemeny jako jsou španělé.

## Klinická diagnostika a testy

### Symptomy
Psi vykazují známky strnulosti nebo bolesti při vstávání, neochotu ke cvičení, poskakování nebo jiný abnormální způsob chůze (při běhu se nohy pohybují naráz spíše než střídavě), chromost, bolest, neochotu stát na zadních, skákat a chodit po schodech, dislokaci kyčelního kloubu nebo chřadnutí svalstva v oblasti kyčle. Rentgenové snímky potvrzují přítomnost dysplazie, ale u některých psů je tato porucha do dvou let na rentgenu neviditelná. Navíc mnoho postižených psů nevykazuje klinické příznaky; u některých se projevují i dříve než v sedmi měsících, zatímco u jiných až později v dospělosti.
Toto je zčásti dáno tím, že prvotní porucha v kyčli může být mírná nebo vážná, stabilní nebo zhoršující se, a tělo někdy dokáže poškozený kloub opravovat tak dobře, že se s poškozováním vyrovná. Různá zvířata mají také různý práh bolesti, různou hmotnost a různý způsob a množství pohybu; lehký pes, který jen chodí, zatěžuje kloub jinak než pes těžší nebo aktivnější. U některých psů se příznaky objevují brzy a jiní onemocnění nemusí vůbec pociťovat.
Každý případ se proto musí řešit podle individuálních faktorů; nabízí se řada možností léčby.

### Diagnóza
Klasický diagnostický postup využívá rentgenových snímků a bodovacího testu kyčlí. Provádí se v odpovídajícím věku a je vhodné ho zopakovat ještě v dospělosti (pokud se test udělá příliš brzy, jsou výsledky neprůkazné). Protože dysplazie je do velké míry dědičná, doporučuje se zkontrolovat stupeň dysplazie u rodičů před koupí štěněte a také při posuzování vhodnosti psa pro chov. Ale přestože je tato porucha dědičná, může se objevit i u psů, jejichž rodiče mají stupeň dysplazie negativní.
Při diagnóze suspektní dysplazie se kromě rentgenových snímků sleduje pohyb a chování psa, aby se posoudilo, zda je ovlivněna kvalita jeho života. Chromost, abnormální pohyb kyčlí a páteře, obtíže při běhu a omezená pohyblivost jsou zjevné důkazy problému. Toto se musí brát v potaz, neboť zvíře může trpět velkými bolestmi i při dobrých výsledcích rentgenů.
Je také běžné zrentgenovat páteř a nohy spolu s kyčlemi, protože měkké tkáně mohou být namáhány velkým napětím dysplastické kyčle nebo mohou být objeveny další faktory ovlivňující pohyblivost v kyčlích, například poškození nervů.
Existuje několik různých systémů pro posuzování stupně dysplazie, zpravidla však vedou k rozdělení do pěti kategorií: A – negativní, B – hraniční, C – mírná dysplazie, D – střední dysplazie, E – těžká dysplazie. Pro pořízení korektních snímků je nutná sedace zvířete, aby bylo možné ho udržet v klidu ve správné poloze a aby se snížil svalový tonus.

### Stavy zaměnitelné s dysplazií kyčelního kloubu
Následující stavy mohou mít symptomy velmi podobné dysplazii a měly by být vyloučeny při diagnostikování:
- Cauda equina syndrom (např. u problémů s bedry)
- prasklý křížový vaz
- další artritická onemocnění v zadních končetinách

Symptomy dysplazie kyčelního kloubu jsou zřídka výrazné. Obvykle se objevuje mírné ochromení, které se může najednou zhoršit. Psi s přetrženým křížovým vazem postiženou nohu drží zdviženou, což je u dysplazie neobvyklé. Psi s onemocněním páteře často při chůzi dřou drápy, mají slabé zadní nohy a nekoordinovaný krok.
Pes také může přizpůsobovat pohyb zadních nohou, aby kompenzoval bolest v předních končetinách (při artritidě, osteochondritidě nebo dysplazii loketního kloubu), kolenou nebo páteři. Je důležité vyloučit problémy s jinými klouby dříve, než je stanovena diagnóza dysplazie kyčelního kloubu, a odhalit případná další bolestivá onemocnění, která mohou být maskována přítomností mírné dysplazie.

### Dlouhodobá bolest
Je důležité si uvědomit, že zvíře pravděpodobně žije s dysplazií od několika měsíců věku, a zvyklo si tedy na chronickou bolest a naučilo se s ní žít. Psi trpící takovouto bolestí ji obvykle na sobě nedávají znát. Někdy si najednou sednou během chůze nebo odmítají chodit či vylézt někam, kam jsou zvyklí, ale to může být příznak mnoha jiných problémů, včetně trnu v tlapě nebo dočasné bolesti svalu. Proto je rozpoznávání bolesti méně obvyklý způsob detekce dysplazie než sledování způsobu chůze a dalších výše popsaných abnormalit.

## Léčba

### Přehled
Neexistuje kompletní lék, přestože je mnoho možností, jak zmírnit klinické příznaky. Účelem léčby je zvýšit kvalitu života. Především, jedná se o dědičnou záležitost, která se mění v průběhu života, a proto musí být léčba pravidelně revidována a přezkoumávána, aby se zjistilo případné zhoršení příznaků nebo jiné výrazné změny.
Pokud je problém relativně mírný, je někdy potřeba pouze vhodná medikace, která tělu pomáhá vyrovnat se se zánětem, bolestí a opotřebením kloubů. V mnoha případech tato léčba postačuje po dlouhou dobu.
Když problém nelze řešit medikací, často je nutné přikročit k operaci. Existují dva tradiční typy operací – takový, který kloub vytvaruje (a tím zmírňuje bolest a napomáhá pohyblivosti), a kompletní náhrada kloubu (endoprotéza podobná jako u lidí).

### Neoperativní řešení
Neoperativní léčba zahrnuje tři základní prvky: kontrola hmotnosti, pravidelný mírný pohyb a medikamentózní léčba. U psů s artritidou je často redukce hmotnosti nejdůležitější a někdy jediný nutný zásah. Rozumná fyzická zátěž stimuluje růst chrupavky a svalů a zabraňuje jejich ochabování, nesmí ale být příliš velká (náročné cvičení může i velmi uškodit). Medikace omezuje bolest, nepohodlí a škodlivé záněty.
Obvyklou medikaci představují nesteroidní antirevmatika, která působí protizánětlivě a tlumí bolest. Jejich výběr musí být dobře zvážen, protože jeden druh léků může některým plemenům vyhovovat a jiným škodit. Tyto léky mohou u některých zvířat způsobit otravu jater, a proto se doporučuje během léčby provádět preventivní krevní testy. Stává se, že je nutné léky vyměnit, protože různé druhy léčiv působí u jednotlivých psů s různým úspěchem. Při léčbě antirevmatiky je také třeba brát v potaz, že psovi se uleví od bolesti a bude mít tendenci se přetěžovat.
Doporučuje se léčbu doplnit o preparáty obsahující glukosamin, který podporuje obnovování chrupavek a regeneraci kloubu. Glukosaminové přípravky plně účinkují až po cca šesti týdnech užívání, a proto se podávají v minimální zkušební době 3 – 5 týdnů. Nejsou to léky, ale surový materiál, na jehož zpracování tělo potřebuje čas. Účinek těchto přípravků při léčbě dysplazie je předmětem sporů; některé veterinární autority je shledávají přínosnými, jiné nikoli.
Tento typ léčby lze obvykle udržovat dlouhodobě – tak dlouho, dokud postačuje k předcházení a potlačování příznaků dysplazie.

### Operativní řešení
Když medikace selhává a neposkytuje uspokojivou kvalitu života, stává se chirurgický zákrok nutností. Operace buď opravuje a tvaruje kloub, aby umožnila bezbolestný pohyb, nebo kloub úplně nahrazuje.
- Trojitá osteotomie pánve: užívá se u psů ve stáří 5 – 12 měsíců. Dochází k přerušení všech tří pánevních kostí, které se otočí a fixují v odpovídající poloze. Tato metoda může být velmi úspěšná při včasném zákroku, ale u těžkých psů někdy selhává kvůli nutnosti odolávat většímu tlaku. Osteotomie pánve také vykazuje nižší úspěšnost při artróze, která je již viditelná na rentgenových snímcích.

- Resekce hlavice stehenní kosti: odříznutí kloubní hlavice bez jejího nahrazení, používané u menších psů (pouze do 15 kg) a koček. V místě hlavice se samovolně vytvoří pakloub – fibrózní spojení v kloubu.

Operace modifikující tvar a strukturu kloubu obvykle vedou k redukci mobility kyčle. Zato ovšem zlepšují kvalitu života zvířete, redukují bolest a snižují budoucí rizika choroby.
Totální endoprotéza je nákladná, ale nejúspěšnější metoda, zvláště v těžkých případech. Obvykle umožní obnovit plnou pohyblivost kyčle, a protože je kloub zcela nahrazen, znemožňuje recidivu. Endoprotéza bývá nejlepším řešením pro větší psy (více než 20 – 30 kg), u nichž nelze využít některá jiná operativní řešení.
Další chirurgické zákroky:
- Juvenilní symfyziodéza – zákrok prováděný u štěňat ve věku 4 – 5 měsíců. Ukončuje růst části pánve uzavřením růstové ploténky stydké kosti. Zbylá část pánve roste dál, čímž dochází k rotaci acetabula a jeho lepšímu utváření (překrytí hlavice stehenní kosti a její fixace v jamce).

- Denervace kloubního pouzdra – odstranění nervů v postižené oblasti, které ulehčí zvířeti od bolesti.

## Další pomoc
Na trhu je dnes k sehnání mnoho produktů, které pomáhají psům trpícím dysplazií. Zahrnují mj. psí pelíšky redukující tlak, rampy, schody a stupínky ze dřeva, plastů, kovu nebo pěnových hmot, které pomáhají psovi dostat se z jednoho místa na druhé, aniž by si způsobil další poškození kloubů nebo bolest.